# Китинг, Дэн
Дэниэл «Дэн» Китинг (англ. Daniel "Dan" Keating, ирл. Dónal Céitinn; 2 января 1902, Каслмейн — 2 октября 2007, Нокбрэк) — ирландский националист-республиканец, покровитель «Республиканской Шинн Фейн», до конца своей жизни был последним живущим ветераном войны за независимость Ирландии и старейшим жителем Ирландии.

## Биография
Уроженец города Каслмейн (графство Керри), детство провёл в квартале Бэллигамбун. Учился в школе Христианских братьев в Трали, где и получил аттестат. В молодости увлекался гэльским футболом. С 1918 года состоял в организации «Фианна Эйрин» (ирл. Fianna Éireann), в 1920 году ушёл на фронт англо-ирландской войны в составе Ирландской республиканской армии (1-я бригада Керри, 3-й батальон, рота Бохерби «B»).
21 апреля 1921 был застрелен констебль Королевской ирландской полиции Денис О'Лафлин в пабе «Найтли» в Трали. Китинг, а также его друзья Джимми О'Коннор и Перси Ханафин оказались в числе подозреваемых в убийстве, после чего все трое пустились в бега. 1 июня Китинг участвовал в стычке из засады на пути между Каслмейном и Миллтауном, в ходе боя были убиты пятеро констеблей. 10 июля близ Каслайлэнда его отряд уничтожил четверых британских солдат, пятеро добровольцев ИРА погибли. 11 июля 1921 было заключено перемирие между ИРА и Великобританией.
Китинг не признал законным англо-ирландский договор, заключённый 6 декабря 1921, и ушёл воевать в составе республиканцев на фронт Гражданской войны. Он участвовал в операциях в графствах Керри, Лимерик и Типперэри, пока его летучая колонна не была арестована силами обороны Ирландии. Семь месяцев Китинг отсидел в тюрьмах Портлез и Карра, пока не освободился в марте 1923 года. Вплоть до конца 1930-х годов он продолжал службу в ИРА и даже участвовал в реализации плана S, совершая теракты в Лондоне.
В 1933 году он попытался организовать покушение на жизнь главы ирландских синерубашечников Оуэна О’Даффи во время его визита в графство Керри. Атаку планировалось совершить в Баллисиди, где отряд О'Даффи устроил резню в дни гражданской войны, однако в последний момент О'Даффи сменил маршрут, и покушение провалилось.
После Второй мировой войны Китинг уехал в Дублин и долго работал барменом, в 1978 году вышел на пенсию и вернулся в Керри, где прожил с семьёй остаток жизни в Нокбрэке. Вплоть до самой своей смерти он отказывался от государственной пенсии, поскольку не признавал законной существующую и ныне Республику Ирландию, считая, что законной республикой была только та, что была узурпирована в 1916 году. В 2002 году он отказался принимать и премию столетним долгожителям в размере 2500 евро, которую ему предложила президент Ирландии Мэри Макэлис. С ноября 2004 года (после кончины Джорджа Гаррисона) занимал должность покровителя незарегистрированной партии «Республиканская Шинн Фейн» вплоть до своей смерти.
Похоронен на кладбище Килталлаг в Каслмейне.